# Amstel Curaçao Race
La Amstel Curaçao Race era una corsa in linea di ciclismo su strada maschile che si svolgeva annualmente a Willemstad, nell'isola di Curaçao (ex Antille Olandesi, ora nazione costitutiva dei Paesi Bassi), dal 2002 al 2014. Il nome della corsa è legato alla casa produttrice di birra Amstel che la sponsorizzava.
La gara si articolava su un circuito in pianura che favoriva i velocisti, anche se vi furono vittorie da parte di ciclisti provenienti dai grandi giri, quindi anche dalle grandi salite, come Alberto Contador e Alejandro Valverde.

## Albo d'oro
| Anno | Vincitore          | Secondo             | Terzo             |
| ---- | ------------------ | ------------------- | ----------------- |
| 2002 | Michael Boogerd    | Paolo Bettini       | Stefan Van Dijk   |
| 2003 | Peter Van Petegem  | Alejandro Valverde  | Michael Boogerd   |
| 2004 | Óscar Freire       | Max van Heeswijk    | Davide Rebellin   |
| 2005 | Tom Boonen         | Paolo Savoldelli    | Pieter Weening    |
| 2006 | Alejandro Valverde | Fränk Schleck       | Thomas Dekker     |
| 2007 | Alberto Contador   | Thomas Dekker       | Fränk Schleck     |
| 2008 | Andy Schleck       | Stijn Devolder      | Theo Bos          |
| 2009 | Alberto Contador   | Thor Hushovd        | Koos Moerenhout   |
| 2010 | Fränk Schleck      | Alessandro Petacchi | Niki Terpstra     |
| 2011 | Marcel Kittel      | Andy Schleck        | Johnny Hoogerland |
| 2012 | Niki Terpstra      | Marc de Maar        | Thomas De Gendt   |
| 2013 | Johnny Hoogerland  | Jan Bakelants       | Marc de Maar      |
| 2014 | Niki Terpstra      | Sebastian Langeveld | Tim Wellens       |